# Walter A. Haas Jr.
Walter A. Haas Jr. (24 de enero de 1916 - 20 de septiembre de 1995) fue un empresario estadounidense. Fue presidente, CEO (1958-1976) y presidente del consejo (1970-1981) de Levi Strauss & Co., sucediendo a su padre Walter A. Haas (1889-1979). Lideró la empresa en su crecimiento de ser un fabricante regional a convertirse en una de las principales compañías de ropa del mundo.
En 1953, junto con su esposa Evelyn, fundó el Fondo Evelyn y Walter Haas Jr., una fundación familiar privada con sede en San Francisco, California.

## Primeros años y educación
Haas nació en una familia judía en San Francisco, hijo de Elise (de soltera Stern) y Walter A. Haas. Su madre era hija de Sigmund Stern (el sobrino de Levi Strauss  y el hijo de David Stern) y Rosalie (de soltera Meyer) Stern (la hija de Harriet Newmark Meyer y Marc Eugene Meyer; y la nieta del rabino Joseph Newmark).
Haas se graduó de la Universidad de California, Berkeley en 1937, donde fue miembro de la fraternidad Alpha Delta Phi. Su padre fue un destacado benefactor de la universidad; la Haas School of Business lleva su nombre en su honor. Haas asistió a la Harvard Business School y obtuvo un MBA en 1939.

## Oakland Athletics
Haas fue propietario del club de béisbol Oakland Athletics, adquiriendo el equipo de Charles O. Finley en agosto de 1980 por menos de $13 millones. La adquisición se realizó para evitar que el equipo se mudara, ya que Finley quería vender a Marvin Davis, un industrial que planeaba trasladar el equipo a Denver. Bajo la propiedad de Haas, los Athletics ganaron cinco títulos de la División Oeste de la Liga Americana (el primero en 1981 y el último en 1992), avanzando a tres Series Mundiales consecutivas entre 1988 y 1990, derrotando a su rival de la bahía, los San Francisco Giants, en 1989 en una barrida que solo fue empañada por el infame terremoto de Loma Prieta.
En la fecha de su muerte, la organización homenajeó a Haas retirando su "camiseta" en reconocimiento a sus servicios para la organización y la ciudad de Oakland. Esta permanece junto a las camisetas de los números retirados de jugadores en el campo actual de los Athletics.

## Filantropía
Haas buscó fortalecer la posición de Levi Strauss & Co. como una corporación internacional socialmente responsable. Durante la década de 1950, Haas, junto con su hermano, Peter E. Haas, supervisó la integración racial de las plantas de la empresa. También lideró la creación de Equipos de Participación Comunitaria para los empleados de Levi Strauss & Co. Haas formó parte de las juntas de la Fundación Ford y la Fundación Nacional de Parques mientras dirigía Levi Strauss & Co. También estuvo involucrado en otras instituciones sin fines de lucro como el Club de Niños de Hunter’s Point y el Fondo de la Temporada de Compartir del San Francisco Chronicle.
Junto con su esposa, Haas estableció el Fondo Evelyn y Walter Haas Jr. en 1953 como una fundación familiar privada. Según su declaración de misión, el Fondo “busca cumplir con la visión de sus fundadores de una sociedad justa y solidaria que proporcione derechos y oportunidades fundamentales para que todas las personas puedan vivir, trabajar y criar a sus familias con dignidad.” Sobre la filantropía de su familia, Haas solía decir: "Está en los genes."

## Vida personal
En 1940, Haas se casó con Evelyn Danzig Haas; tuvieron tres hijos: Robert D. Haas, expresidente y CEO de Levi Strauss & Co.; la filántropa Betsy Haas Eisenhardt, casada con Roy Eisenhardt; y Walter J. Haas, copresidente del Fondo Evelyn y Walter Haas Jr. y expresidente y CEO de los Oakland Athletics. Haas murió a los 79 años de cáncer de próstata en su residencia de San Francisco. Los servicios funerarios se llevaron a cabo en la Congregación Emanu-El en San Francisco.

## Premios y honores
- 1979 – Premio de Logro Alumni, Harvard.
- 1983 – Alumno del Año, Universidad de California.
- 1983 – Grado Honorario, Wheaton College.
- 1984 – Premio Presidencial de Acción Voluntaria.
- 1989 – Premio Golden Plate de la Academia Americana de Logros. [15]
- 2019 – Salón de la Fama de los Athletics.